# Czubajowizna
Czubajowizna (prononciation : [t͡ʂubajɔˈvizna]) est un village polonais de la gmina de Poświętne dans le powiat de Wołomin de la voïvodie de Mazovie dans le centre-est de la Pologne.

## Géographie
Il se situe à environ 11 kilomètres à l'est de Wołomin (siège du powiat) et à 31 kilomètres au nord-est de Varsovie (capitale de la Pologne).

## Démographie
En 2021, le village compte 194 habitants.

## Administration
De 1975 à 1998, le village appartenait administrativement à la voïvodie de Siedlce.